# Rûnes
Pour l’article ayant un titre homophone, voir Rune (homonymie).
La Rûnes encore appelée Rhûnes ou Mirals est une rivière française qui coule dans le département de la Lozère. C'est un affluent du Tarn en rive droite, donc un sous-affluent de la Garonne.

## Géographie

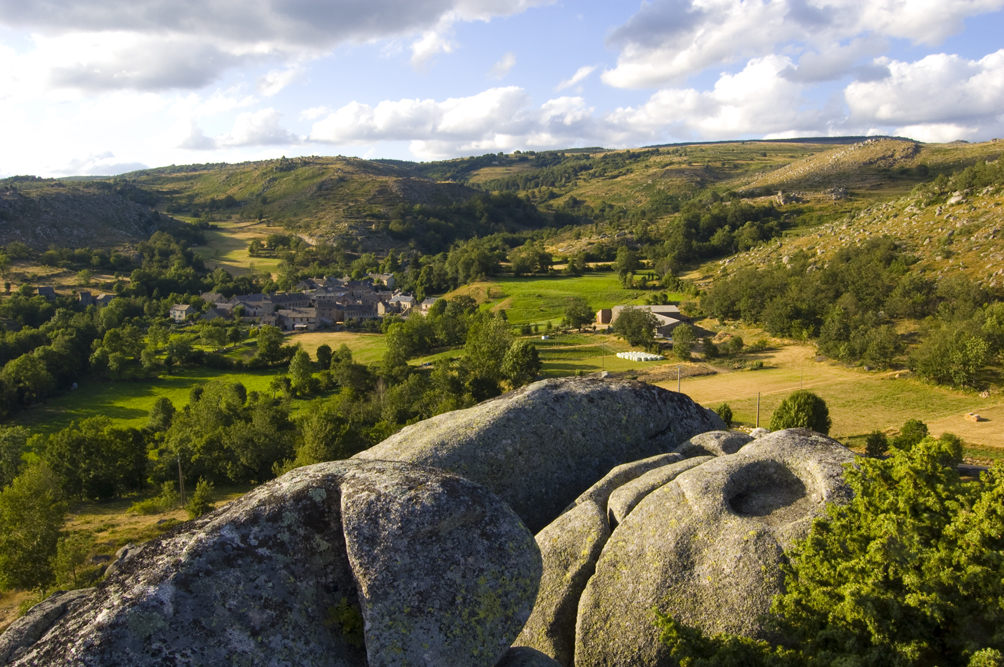
Le village de Rûnes

La Rûnes prend sa source dans le massif du mont Lozère, à 1 305 m d'altitude, sur le versant méridional du Signal des Laubies (1 657 m d'altitude), dans le département de la Lozère, au sein du parc national des Cévennes. Tout en se dirigeant vers le sud, elle dévale les pentes du massif. Au niveau du petit village de Rûnes, elle forme une superbe cascade haute de 70 mètres. Après un parcours de 8,2 km, elle se jette en rive droite dans le Tarn, sur le territoire de Bédouès, à 595 m d'altitude, à sept kilomètres en amont de la ville de Florac.

### Communes et cantons traversés
Dans le seul département de la Lozère, le ruisseau de Rûnes traverse les trois communes suivantes, de l'amont vers l'aval, de Fraissinet-de-Lozère (source), Les Bondons et Bédouès (confluence).
Soit en termes de cantons, le Ruisseau de Rûnes, prend source et conflue dans le seul canton de Saint-Étienne-du-Valdonnez, dans l'arrondissement de Florac.

## Affluents
Le Ruisseau de Runes a cinq affluents référencés :
- le ruisseau de Font Bernard (rd), avec deux affluents,
- le ruisseau de Treimès (rd),
- le ravin du Crouset (rg),
- le ruisseau de Ruas (rd), avec un affluent :
  - le ravin de Changiral (rd),
- le ravin de Rajanar (rd).

Le rang de Strahler est donc de trois.

## Hydrologie

### La Runes aux Bondons
Le débit de la Rûnes a été observé pendant une période de 26 ans (1949-1974), aux Bondons, à 1 010 m d'altitude, localité du département de la Lozère, située à proximité de son confluent. Le bassin versant de la rivière y est de 11,7 km2, c'est-à-dire plus ou moins la totalité de ce bassin.
Le module de la rivière aux Bondons est de 0,341 m3/s.
La Rûnes présente des fluctuations saisonnières de débit assez importantes, avec des hautes eaux d'hiver-printemps portant le débit mensuel moyen à un niveau situé entre 0,385 et 0,665 m3/s, de novembre à mai inclus. Cette période comporte d'abord un long plateau aux environs de 0,400 m3/s de débit, s'étendant de novembre à février. Ce plateau est suivi d'une montée importante, en mars et surtout avril (0,665 m3/s en avril) qui correspond aux pluies de printemps et à la fonte des neiges. Les basses eaux ont lieu en été, de juillet à septembre, s'accompagnant d'une baisse du débit moyen mensuel atteignant 0,079 m3/s (79 litres par seconde) au mois d'août.

### Étiage ou basses eaux
Le VCN3 peut chuter jusque 0,021 m3/s, en cas de période quinquennale sèche, soit 21 litres/s.

### Crues
Les crues peuvent être assez importantes proportionnellement, bien sûr, à la taille modeste du bassin versant de la rivière. La série des QIX n'a pas été calculée, mais la série des QJX l'a bien été. Les QJX 2 et QJX 5 valent respectivement 2,6 et 4,2 m3/s. Le QJX 10 est de 5,2 m3/s, le QJX 20 de 6,2 m3/s, tandis que le QJX 50 se monte à 7,4 m3/s.
Le débit journalier maximal enregistré aux Bondons durant cette période, a été de 8,05 m3/s le 25 mai 1964. En comparant cette valeur à l'échelle des QJX de la rivière, l'on constate que cette crue était plus importante que la crue cinquantennale définie par le QJX 50, et donc fort exceptionnelle.

### Lame d'eau et débit spécifique
La Rûnes est une rivière petite, mais très abondante. La lame d'eau écoulée dans son bassin versant est de 922 millimètres par an, ce qui est très élevé, près de trois fois supérieur à la moyenne d'ensemble de la France (320 millimètres par an), et supérieur aussi à l'ensemble du bassin du versant de la Garonne (384 millimètres par an au Mas-d'Agenais). Le débit spécifique (ou Qsp) atteint 29,2 litres par seconde et par kilomètre carré de bassin.

## Aménagements et écologie
Sur son cours, on trouve une conduite forcée et une centrale électrique, ainsi que le moulin de l'Oulette.

## Curiosités - Tourisme
- Fraissinet-de-Lozère : La cascade de Rûnes est haute de 70 mètres ;
- Bédouès : la collégiale, superbe église fortifiée, fut construite en 1363, à la demande du pape Urbain V, originaire de la région ;
- la Cham des Bondons qui constitue, avec ses 154 menhirs de granit, la deuxième concentration de monuments mégalithiques en Europe ;
- le château de Miral à Bédouès, au confluent de la Rûnes et du Tarn.

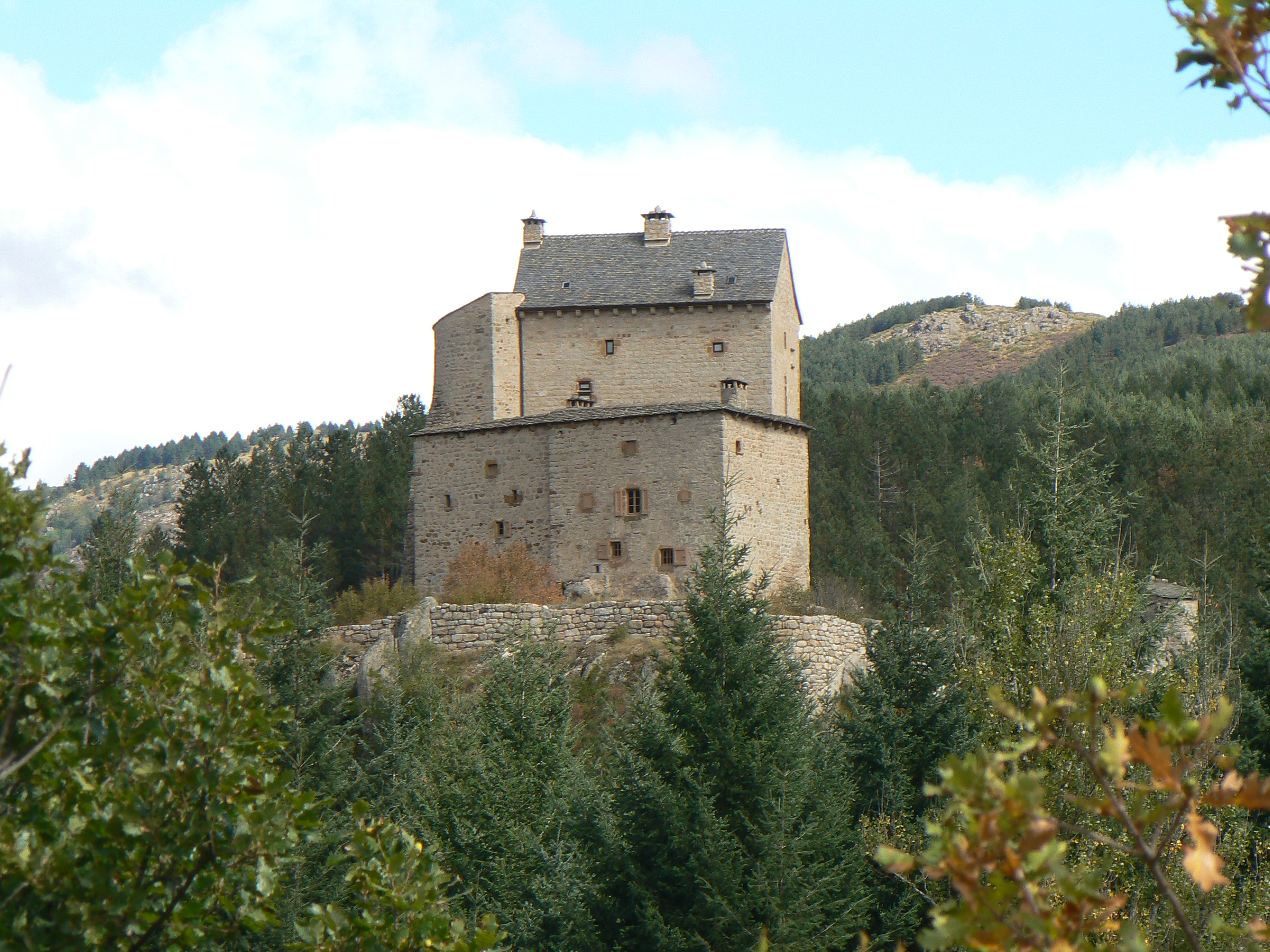
Le château de Miral domine le confluent de la Rûnes et du Tarn.
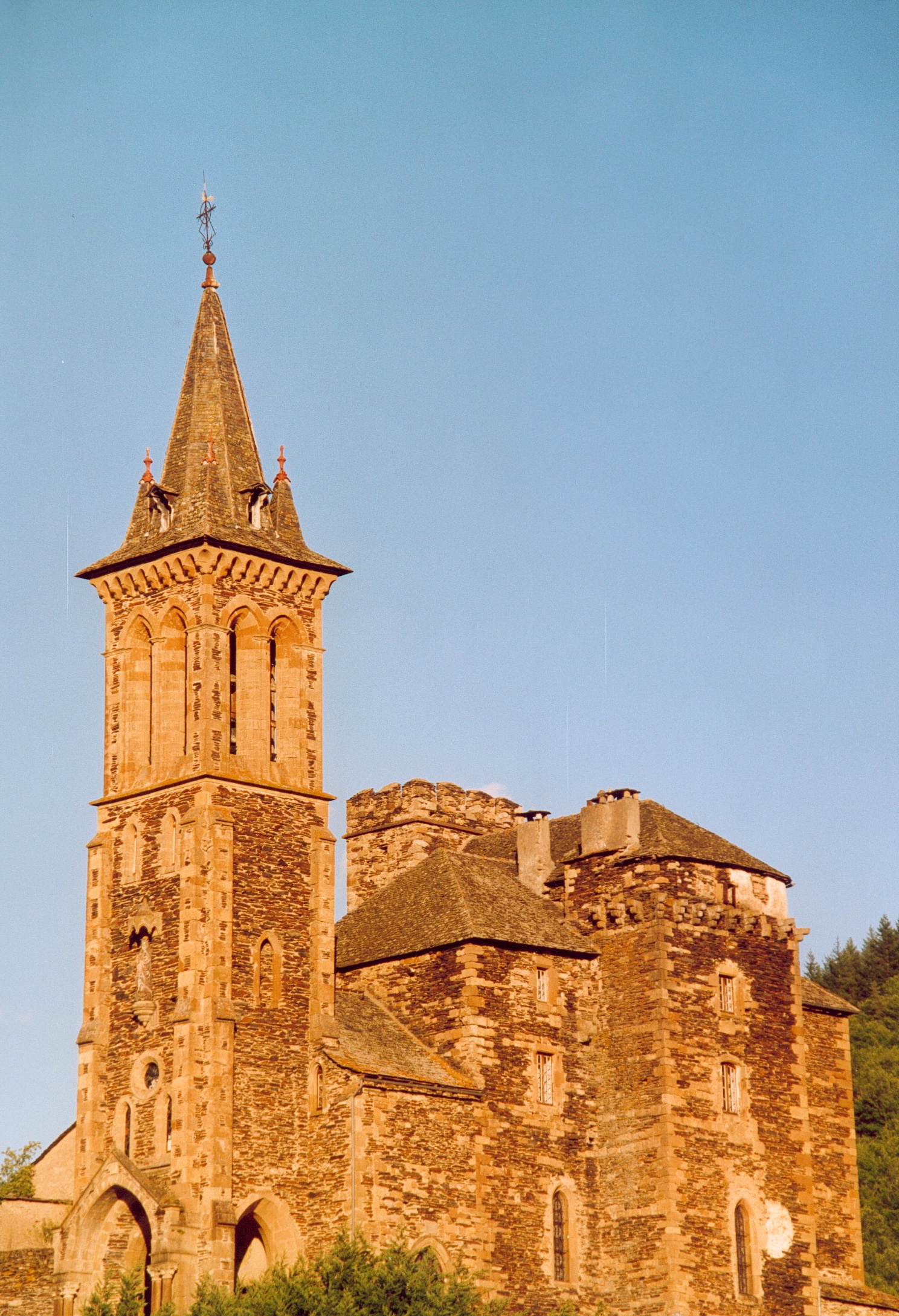
La collégiale de Bédouès, église fortifiée que le pape Urbain V (originaire de ces lieux) fit construire en 1363
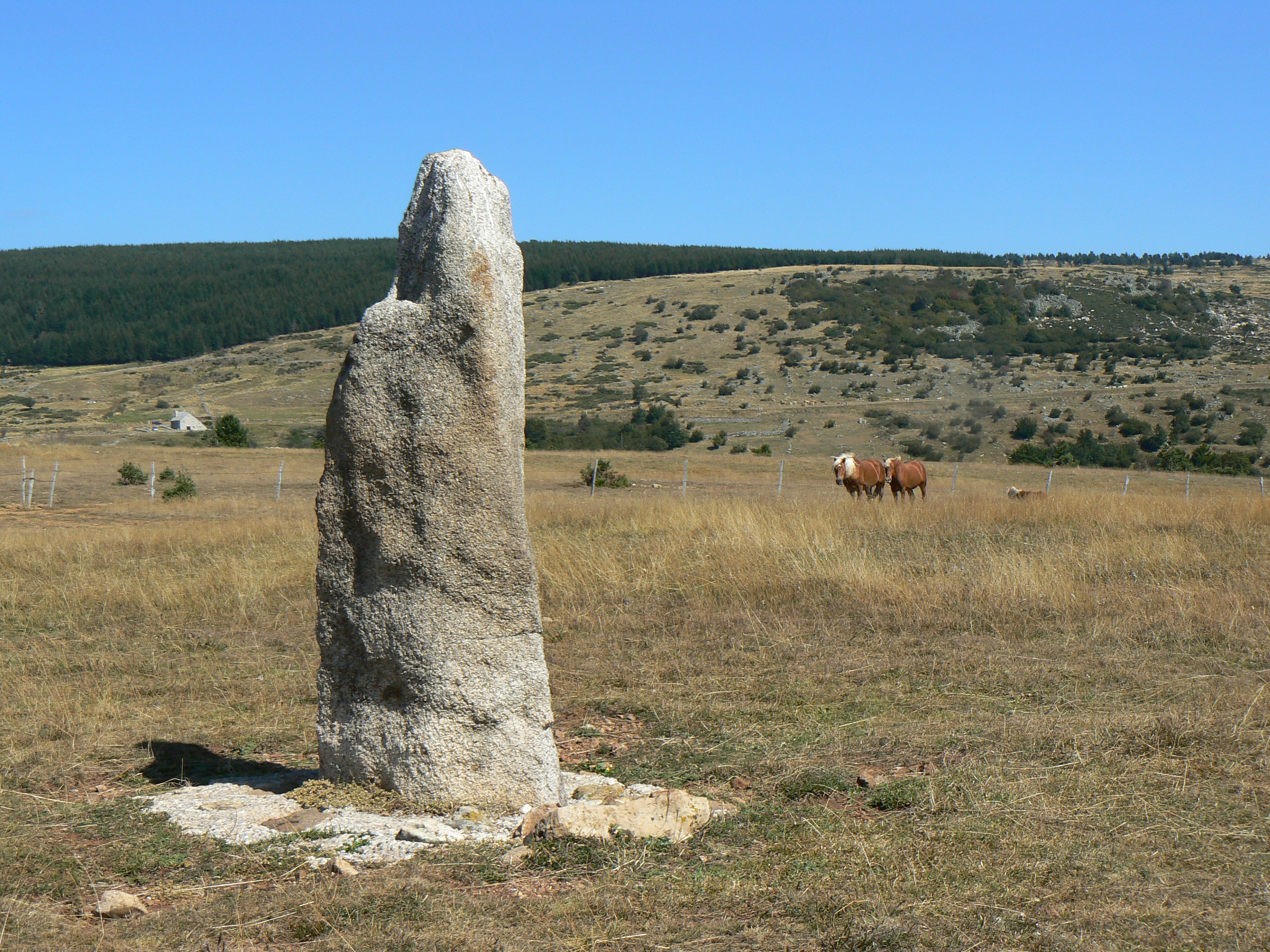
Un des menhirs de la Cham des Bondons.